# Cadrieu
Cadrieu est une commune française, située dans le sud-est du département du Lot en région Occitanie.
Elle est également dans le causse de Cajarc, le plus petit des quatre causses du Quercy, enserré dans les méandres du Lot et du Célé.
Exposée à un climat océanique altéré, elle est drainée par le Lot. La commune possède un patrimoine naturel remarquable composé de quatre zones naturelles d'intérêt écologique, faunistique et floristique.
Cadrieu est une commune rurale qui compte 168 habitants en 2022, après avoir connu une forte hausse de la population depuis 1968.  Ses habitants sont appelés les Cadriais ou  Cadriaises.

## Géographie
Commune du Quercy située sur l'ancienne route nationale 662, entre Montbrun et Cajarc.

### Communes limitrophes
Les communes limitrophes sont  Cajarc, Gréalou, Montbrun, Salvagnac-Cajarc et Saujac.
La commune est limitrophe du département de l'Aveyron.
|        | Gréalou                    | Montbrun         |
| Cajarc | Cadrieu                    | Saujac (Aveyron) |
|        | Salvagnac-Cajarc (Aveyron) |                  |

### Climat
Pour des articles plus généraux, voir Climat de l'Occitanie et Climat du Lot.
En 2010, le climat de la commune est de type climat océanique altéré, selon une étude s'appuyant sur une série de données couvrant la période 1971-2000. En 2020, Météo-France publie une typologie des climats de la France métropolitaine dans laquelle la commune est toujours exposée à un climat océanique altéré et est dans la région climatique Ouest et nord-ouest du Massif Central, caractérisée par une pluviométrie annuelle de 900 à 1 500 mm, maximale en automne et en hiver.
Pour la période 1971-2000, la température annuelle moyenne est de 13,1 °C, avec une amplitude thermique annuelle de 15,9 °C. Le cumul annuel moyen de précipitations est de 882 mm, avec 10,3 jours de précipitations en janvier et 6,1 jours en juillet. Pour la période 1991-2020, la température moyenne annuelle observée sur la station météorologique la plus proche, située sur la commune de Faycelles à 12 km à vol d'oiseau, est de 13,1 °C et le cumul annuel moyen de précipitations est de 806,2 mm,. Pour l'avenir, les paramètres climatiques de la commune estimés pour 2050 selon différents scénarios d'émission de gaz à effet de serre sont consultables sur un site dédié publié par Météo-France en novembre 2022.

### Milieux naturels et biodiversité
L’inventaire des zones naturelles d'intérêt écologique, faunistique et floristique (ZNIEFF) a pour objectif de réaliser une couverture des zones les plus intéressantes sur le plan écologique, essentiellement dans la perspective d’améliorer la connaissance du patrimoine naturel national et de fournir aux différents décideurs un outil d’aide à la prise en compte de l’environnement dans l’aménagement du territoire.
Trois ZNIEFF de type 1 sont recensées sur la commune :
- le « cours moyen du Lot » (1 543 ha), couvrant 33 communes dont huit dans l'Aveyron et 25 dans le Lot[9] ;
- « la Fin du Monde, Puczats, Pique Merle et Roc de Conte » (501 ha), couvrant 2 communes du département[10],
- les « Parois rocheuses et versants rocailleux de Montbrun » (76 ha), couvrant 2 communes du département[11] ;

et une ZNIEFF de type 2, : 
la « Moyenne vallée du Lot » (7 893 ha), couvrant 36 communes dont huit dans l'Aveyron et 28 dans le Lot.

Carte des ZNIEFF de type 1 et 2 à Cadrieu.
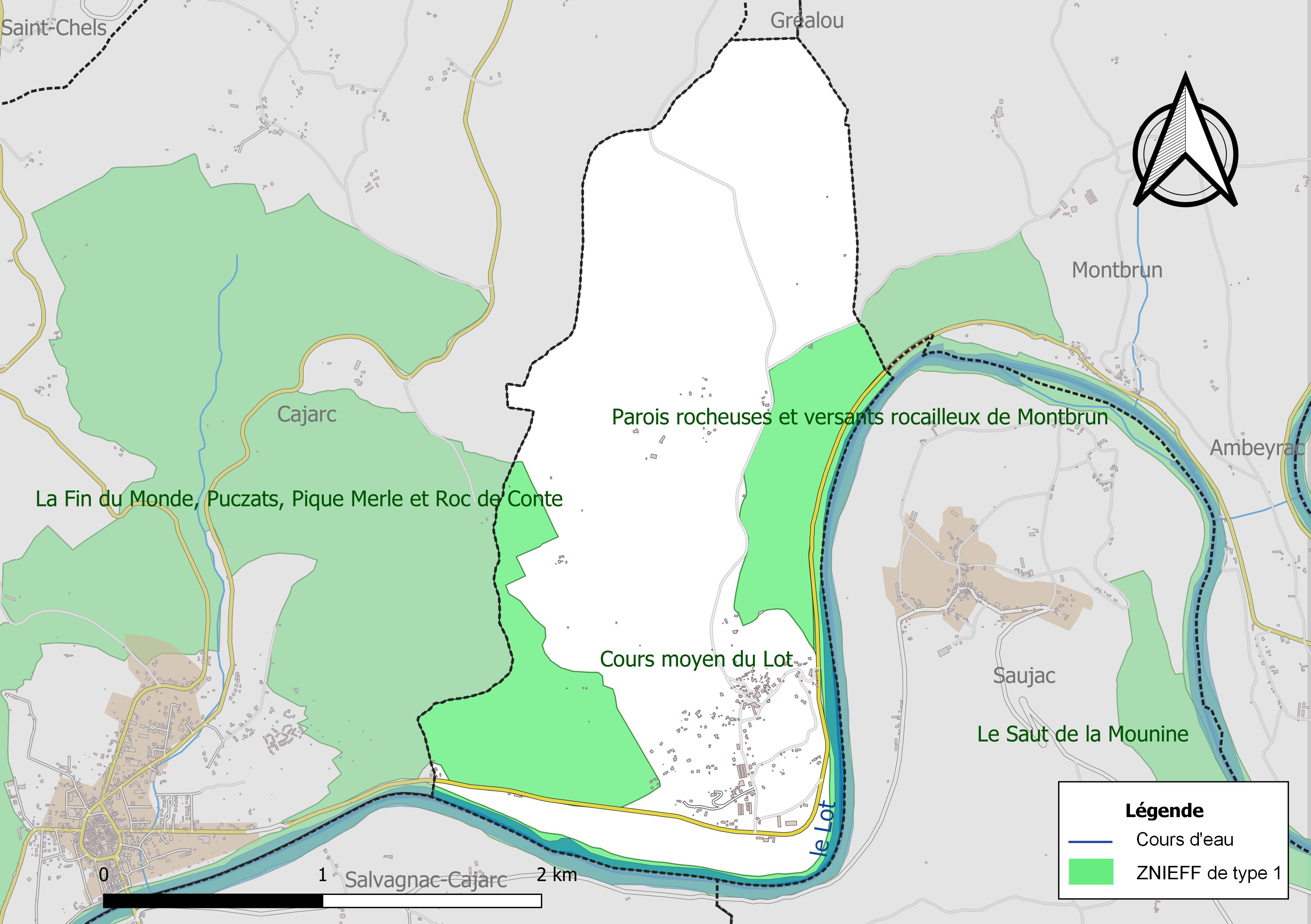
Carte des ZNIEFF de type 1 sur la commune.
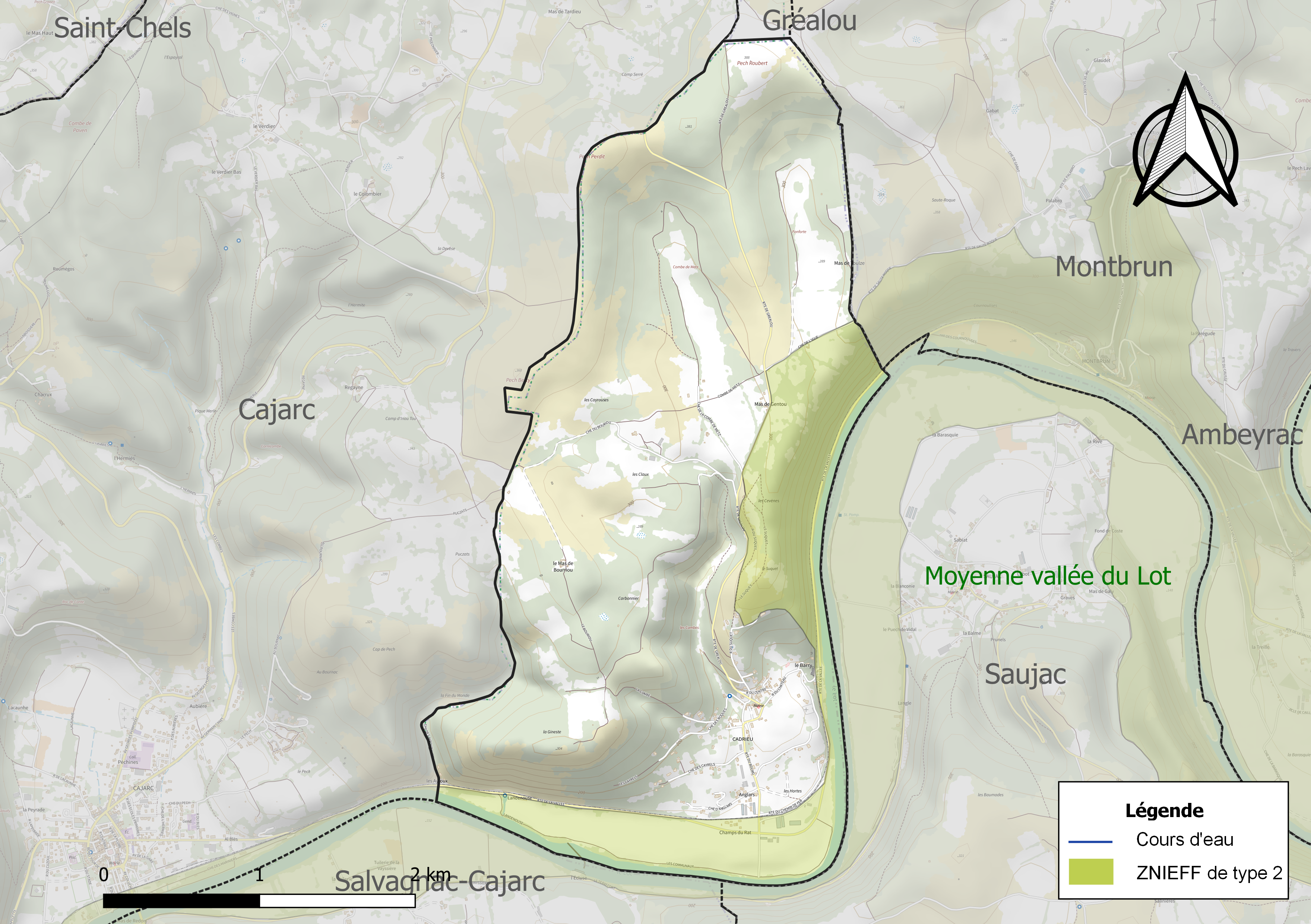
Carte de la ZNIEFF de type 2 sur la commune.

## Urbanisme

### Typologie
Au 1er janvier 2024, Cadrieu est catégorisée commune rurale à habitat dispersé, selon la nouvelle grille communale de densité à sept niveaux définie par l'Insee en 2022.
Elle est située hors unité urbaine et hors attraction des villes,.

### Occupation des sols
L'occupation des sols de la commune, telle qu'elle ressort de la base de données européenne d’occupation biophysique des sols Corine Land Cover (CLC), est marquée par l'importance des forêts et milieux semi-naturels (80,2 % en 2018), une proportion identique à celle de 1990 (80,2 %). La répartition détaillée en 2018 est la suivante : 
milieux à végétation arbustive et/ou herbacée (63,2 %), forêts (17 %), zones agricoles hétérogènes (9,1 %), terres arables (5,4 %), eaux continentales (5,3 %). L'évolution de l’occupation des sols de la commune et de ses infrastructures peut être observée sur les différentes représentations cartographiques du territoire : la carte de Cassini (XVIIIe siècle), la carte d'état-major (1820-1866) et les cartes ou photos aériennes de l'IGN pour la période actuelle (1950 à aujourd'hui).

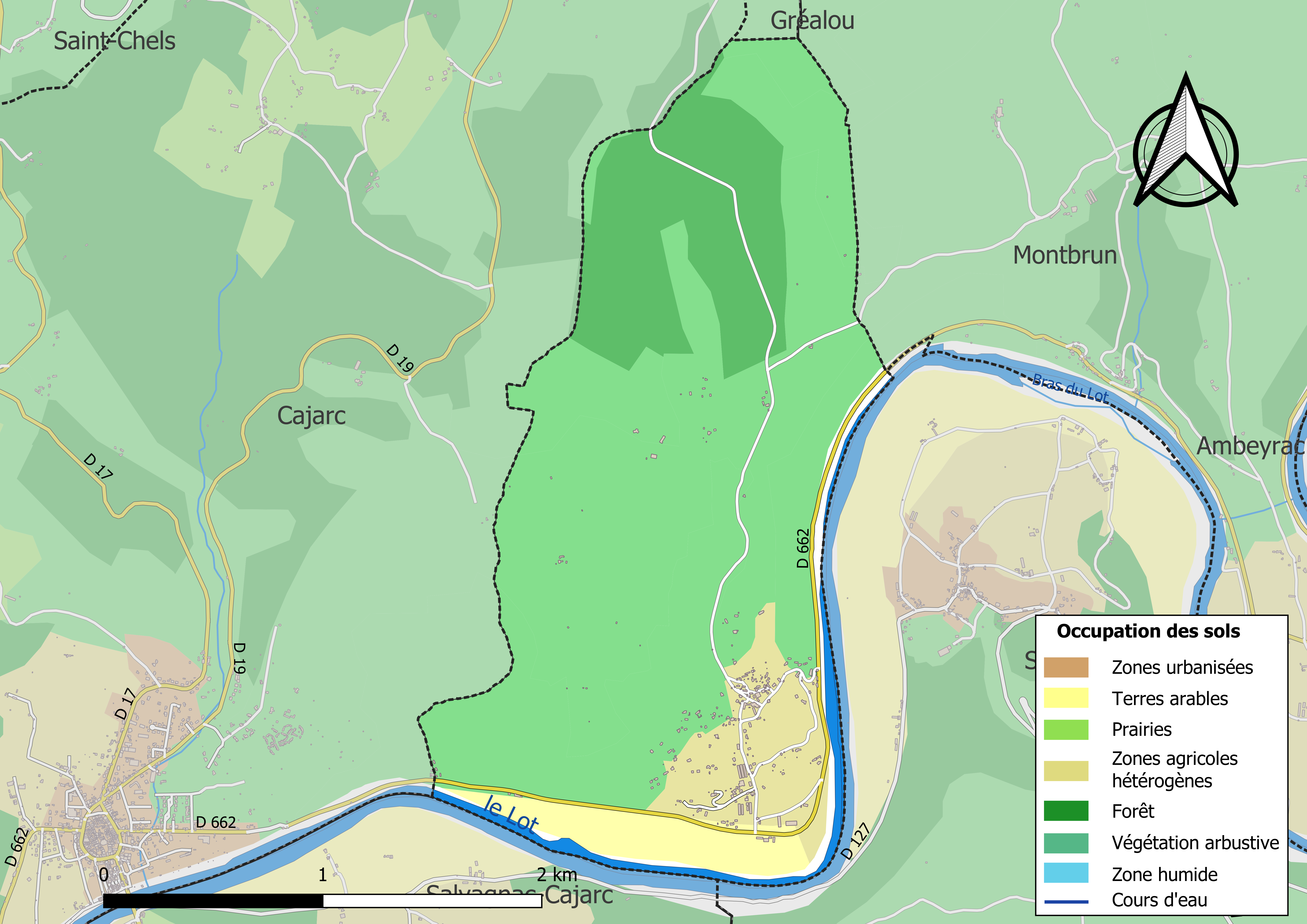
Carte des infrastructures et de l'occupation des sols de la commune en 2018 (CLC).

### Risques majeurs
Le territoire de la commune de Cadrieu est vulnérable à différents aléas naturels : météorologiques (tempête, orage, neige, grand froid, canicule ou sécheresse), inondations, feux de forêts, mouvements de terrains et séisme (sismicité très faible). Il est également exposé à un risque technologique, la rupture d'un barrage. Un site publié par le BRGM permet d'évaluer simplement et rapidement les risques d'un bien localisé soit par son adresse soit par le numéro de sa parcelle.

#### Risques naturels
Certaines parties du territoire communal sont susceptibles d’être affectées par le risque d’inondation par débordement de cours d'eau, notamment le Lot. La cartographie des zones inondables en ex-Midi-Pyrénées réalisée dans le cadre du XIe Contrat de plan État-région, visant à informer les citoyens et les décideurs sur le risque d’inondation, est accessible sur le site de la DREAL Occitanie. La commune a été reconnue en état de catastrophe naturelle au titre des dommages causés par les inondations et coulées de boue survenues en 1982, 1994, 1999 et 2003,.
Cadrieu est exposée au risque de feu de forêt du fait de la présence sur son territoire du massif de la Moyenne vallée du Lot. Un plan départemental de protection des forêts contre les incendies a été approuvé par arrêté préfectoral le 30 novembre 2015 pour la période 2015-2025. Les propriétaires doivent ainsi couper les broussailles, les arbustes et les branches basses sur une profondeur de 50 mètres, aux abords des constructions, chantiers, travaux et installations de toute nature, situées à moins de 200 mètres de terrains en nature
de bois, forêts, plantations, reboisements, landes ou friches. Le brûlage des déchets issus de l’entretien des parcs et jardins des ménages et des collectivités est interdit. L’écobuage est également interdit, ainsi que les feux de type méchouis et barbecues, à l’exception de ceux prévus dans des installations fixes (non situées sous couvert d'arbres) constituant une dépendance d'habitation.

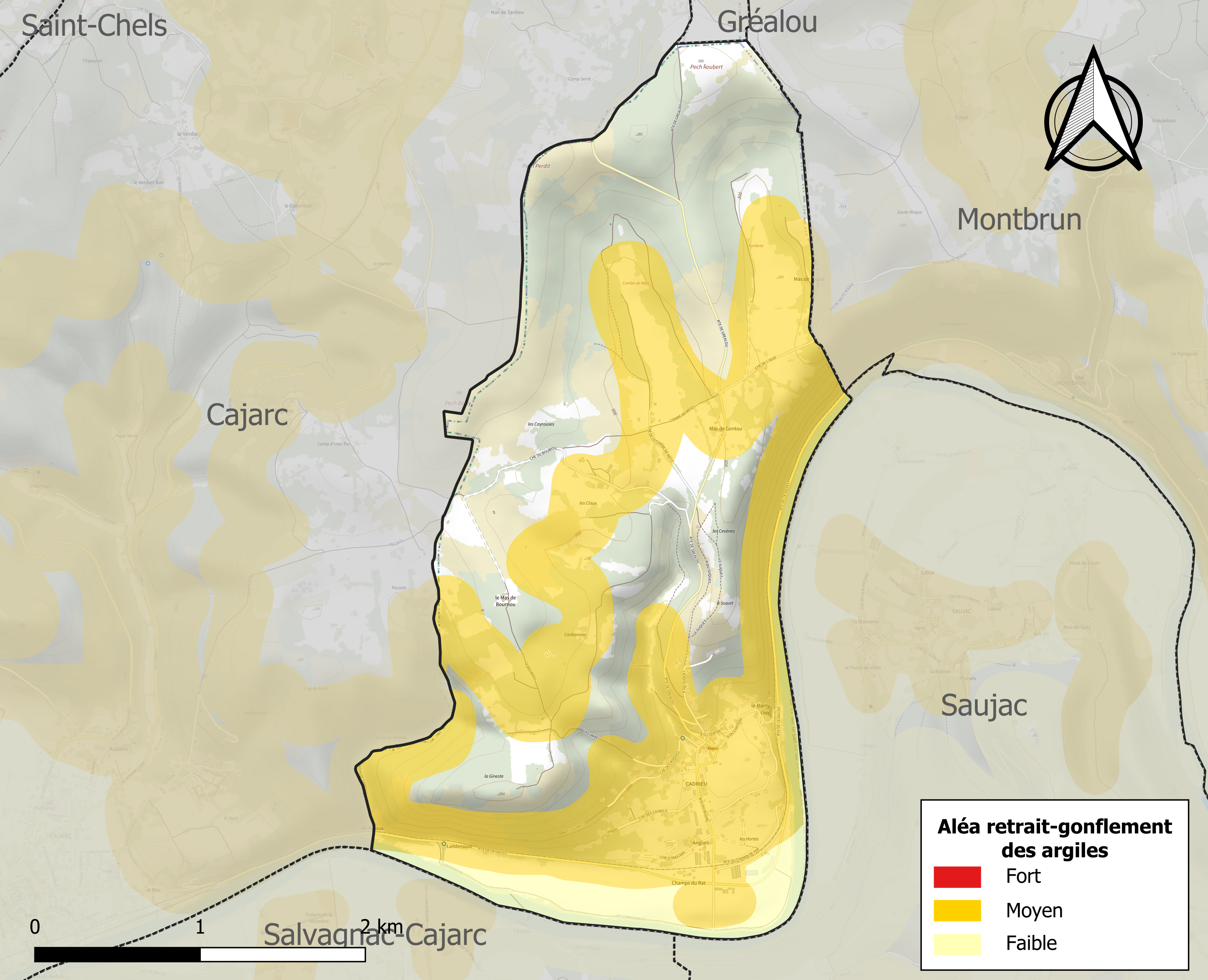
Carte des zones d'aléa retrait-gonflement des sols argileux de Cadrieu.

Les mouvements de terrains susceptibles de se produire sur la commune sont des affaissements et effondrements liés aux cavités souterraines (hors mines), des éboulements, chutes de pierres et de blocs et des tassements différentiels. Par ailleurs, afin de mieux appréhender le risque d’affaissement de terrain, l'inventaire national des cavités souterraines permet de localiser celles situées sur la commune.
Le retrait-gonflement des sols argileux est susceptible d'engendrer des dommages importants aux bâtiments en cas d’alternance de périodes de sécheresse et de pluie. 51,9 % de la superficie communale est en aléa moyen ou fort (67,7 % au niveau départemental et 48,5 % au niveau national). Sur les 114 bâtiments dénombrés sur la commune en 2019, 109 sont en aléa moyen ou fort, soit 96 %, à comparer aux 72 % au niveau départemental et 54 % au niveau national. Une cartographie de l'exposition du territoire national au retrait gonflement des sols argileux est disponible sur le site du BRGM,.
Par ailleurs, afin de mieux appréhender le risque d’affaissement de terrain, l'inventaire national des cavités souterraines permet de localiser celles situées sur la commune.
Concernant les mouvements de terrains, la commune a été reconnue en état de catastrophe naturelle au titre des dommages causés par des mouvements de terrain en 1999.

#### Risques technologiques
La commune est en outre située en aval des barrages de Grandval et de Sarrans, des ouvrages de classe A disposant d'une retenue de respectivement 270,6 millions et 296 millions de mètres cubes,

## Toponymie
Le toponyme Cadrieu pourrait provenir :
- de la forme ancienne carrieu du latin quadrare désignant le métier de l'homme qui taille ou extrait les pierres : carrier ;
- de l'anthroponyme gaulois Cattureius qui donnerait Cattureium fondum pour désigner son domaine ;
- de quadrivium qui est utilisé pour un carrefour.

## Histoire
Lors de la seconde Guerre mondiale la 2e division SS Das Reich y sévit.

## Politique et administration
| Période                                  | Période  | Identité                | Étiquette | Qualité |
| ---------------------------------------- | -------- | ----------------------- | --------- | ------- |
| 1800                                     | 1808     | Jean Galy               |           |         |
| 1809                                     | 1816     | Jacques Pegourie        |           |         |
| 1816                                     | 1822     | Louis Lafferrayrie      |           |         |
| 1823                                     | 1831     | Jean-louis Lafferrayrie |           |         |
| 1832                                     | 1833     | Jean-jacques Pegourie   |           |         |
| 1834                                     | 1848     | Louis Fizes             |           |         |
| 1849                                     | 1853     | Arnaud Laroche          |           |         |
| 1853                                     | 1854     | Pierre Galabert         |           |         |
| 1854                                     | 1865     | Joseph Laroche          |           |         |
| 1866                                     | 1870     | Auguste Pezet           |           |         |
| 1870                                     | 1871     | Joseph Laroche          |           |         |
| 1871                                     | 1877     | Joseph Laroche          |           |         |
| 1878                                     | 1884     | Antoine Laroche         |           |         |
| 1884                                     | 1888     | Louis Maurandy          |           |         |
| 1889                                     | 1902     | Louis Gentou            |           |         |
| 1983                                     | 1989     | Paul Estrabol           | PCF       |         |
| 1989                                     | 2001     | Jacques Durand          |           |         |
| 2001                                     | 2014     | Jeanine Gentou          |           |         |
| 2014                                     | En cours | Jacques Durand          |           |         |
| Les données manquantes sont à compléter. |          |                         |           |         |

## Démographie
L'évolution du nombre d'habitants est connue à travers les recensements de la population effectués dans la commune depuis 1793. Pour les communes de moins de 10 000 habitants, une enquête de recensement portant sur toute la population est réalisée tous les cinq ans, les populations de référence des années intermédiaires étant quant à elles estimées par interpolation ou extrapolation. Pour la commune, le premier recensement exhaustif entrant dans le cadre du nouveau dispositif a été réalisé en 2007.

En 2022, la commune comptait 168 habitants, en évolution de +3,07 % par rapport à 2016 (Lot : +1,31 %, France hors Mayotte : +2,11 %).
| 1793 | 1800 | 1806 | 1821 | 1831 | 1836 | 1841 | 1846 | 1851 |
| ---- | ---- | ---- | ---- | ---- | ---- | ---- | ---- | ---- |
| 198  | 236  | 242  | 238  | 251  | 203  | 204  | 204  | 210  |

| 1856 | 1861 | 1866 | 1872 | 1876 | 1881 | 1886 | 1891 | 1896 |
| ---- | ---- | ---- | ---- | ---- | ---- | ---- | ---- | ---- |
| 212  | 216  | 224  | 207  | 201  | 197  | 202  | 183  | 170  |

| 1901 | 1906 | 1911 | 1921 | 1926 | 1931 | 1936 | 1946 | 1954 |
| ---- | ---- | ---- | ---- | ---- | ---- | ---- | ---- | ---- |
| 146  | 135  | 120  | 124  | 122  | 118  | 117  | 101  | 92   |

| 1962 | 1968 | 1975 | 1982 | 1990 | 1999 | 2006 | 2007 | 2012 |
| ---- | ---- | ---- | ---- | ---- | ---- | ---- | ---- | ---- |
| 97   | 83   | 88   | 105  | 105  | 142  | 153  | 155  | 173  |

| 2017 | 2022 | - | - | - | - | - | - | - |
| ---- | ---- | - | - | - | - | - | - | - |
| 158  | 168  | - | - | - | - | - | - | - |

## Économie

### Revenus
En 2018, la commune compte 84 ménages fiscaux, regroupant 175 personnes. La médiane du revenu disponible par unité de consommation est de 20 820 € (20 740 € dans le département).

### Emploi
|                | 2008  | 2013   | 2018  |
| -------------- | ----- | ------ | ----- |
| Commune        | 7,2 % | 11,3 % | 3,5 % |
| Département    | 7,3 % | 8,9 %  | 9,6 % |
| France entière | 8,3 % | 10 %   | 10 %  |

En 2018, la population âgée de 15 à 64 ans s'élève à 85 personnes, parmi lesquelles on compte 66,3 % d'actifs (62,8 % ayant un emploi et 3,5 % de chômeurs) et 33,7 % d'inactifs,. Depuis 2008, le taux de chômage communal (au sens du recensement) des 15-64 ans est inférieur à celui de la France et du département.
La commune est hors attraction des villes,. Elle compte 22 emplois en 2018, contre 15 en 2013 et 27 en 2008. Le nombre d'actifs ayant un emploi résidant dans la commune est de 55, soit un indicateur de concentration d'emploi de 40,1 % et un taux d'activité parmi les 15 ans ou plus de 42,3 %.
Sur ces 55 actifs de 15 ans ou plus ayant un emploi, 17 travaillent dans la commune, soit 31 % des habitants. Pour se rendre au travail, 98,2 % des habitants utilisent un véhicule personnel ou de fonction à quatre roues et 1,8 % n'ont pas besoin de transport (travail au domicile).

### Activités hors agriculture
11 établissements sont implantés  à Cadrieu au 31 décembre 2019.
Le secteur de la construction est prépondérant sur la commune puisqu'il représente 54,5 % du nombre total d'établissements de la commune (6 sur les 11 entreprises implantées  à Cadrieu), contre 13,9 % au niveau départemental.

### Agriculture
|               | 1988 | 2000 | 2010 | 2020 |
| ------------- | ---- | ---- | ---- | ---- |
| Exploitations | 9    | 5    | 5    | 4    |
| SAU (ha)      | 71   | 54   | 187  | 225  |

La commune est dans la vallée du Lot », une petite région agricole s'étendant d'est en ouest et de part et d'autre du cours du Lot, particulièrement réputée pour ses vignes, celles du vignoble de Cahors plus précisément. En 2020, l'orientation technico-économique de l'agriculture  sur la commune est la polyculture et/ou le polyélevage. Quatre exploitations agricoles ayant leur siège dans la commune sont dénombrées lors du recensement agricole de 2020 (neuf en 1988). La superficie agricole utilisée est de 225 ha,,.

## Culture locale et patrimoine

### Lieux et monuments
- Le château de Cadrieu est une maison seigneuriale, habité en 1295, il est détruit en 1390 pendant la guerre de Cent ans. La famille Cadrieu conservera l'édifice jusqu'au XVIIIe siècle, qui passera par alliance aux Lostanges. Le Château, reconstruit au XVIIIe siècle, se compose d'un grand corps de logis s'ouvrant sur une vaste terrasse, qui domine d'une trentaine de mètres la vallée du lot. Au-dessous se trouve une haute cave voûtée et des oubliettes qui datent de l'ancien château détruit. À son extrémité subsistent des ruines d'une construction Renaissance.
- Église Saint-Pierre de Cadrieu.

#### Site de l'Insee
1. ↑  « La grille communale de densité », sur le site de l'Insee, 28 mai 2024 (consulté le 28 juin 2024).
2. ↑  Insee, « Métadonnées de la commune de Cadrieu ».
3. ↑  « Base des aires d'attraction des villes 2020. », sur le site de l'Insee, 21 octobre 2020 (consulté le 28 juin 2024).
4. ↑  Marie-Pierre de Bellefon, Pascal Eusebio, Jocelyn Forest, Olivier Pégaz-Blanc et Raymond Warnod (Insee), « En France, neuf personnes sur dix vivent dans l’aire d’attraction d’une ville », sur le site de l'Insee, 21 octobre 2020 (consulté le 28 juin 2024).
5. ↑  « REV T1 - Ménages fiscaux de l'année 2018 à Cadrieu » (consulté le 5 février 2022).
6. ↑  « REV T1 - Ménages fiscaux de l'année 2018 dans le Lot » (consulté le 5 février 2022).
7. 1 2  « Emp T1 - Population de 15 à 64 ans par type d'activité en 2018 à Cadrieu » (consulté le 5 février 2022).
8. ↑  « Emp T1 - Population de 15 à 64 ans par type d'activité en 2018 dans le Lot » (consulté le 5 février 2022).
9. ↑  « Emp T1 - Population de 15 à 64 ans par type d'activité en 2018 dans la France entière » (consulté le 5 février 2022).
10. ↑  « Base des aires d'attraction des villes 2020 », sur site de l'Insee (consulté le 10 avril 2021).
11. ↑  « Emp T5 - Emploi et activité en 2018 à Cadrieu » (consulté le 5 février 2022).
12. ↑  « ACT T4 - Lieu de travail des actifs de 15 ans ou plus ayant un emploi qui résident dans la commune en 2018 » (consulté le 5 février 2022).
13. ↑  « ACT G2 - Part des moyens de transport utilisés pour se rendre au travail en 2018 » (consulté le 5 février 2022).
14. ↑  « DEN T5 - Nombre d'établissements par secteur d'activité au 31 décembre 2019 à Cadrieu » (consulté le 14 février 2022).
15. ↑  « DEN T5 - Nombre d'établissements par secteur d'activité au 31 décembre 2019 dans le Lot » (consulté le 14 février 2022).

#### Autres sources
1. ↑  Carte IGN sous Géoportail
2. 1 2  Daniel Joly, Thierry Brossard, Hervé Cardot, Jean Cavailhes, Mohamed Hilal et Pierre Wavresky, « Les types de climats en France, une construction spatiale », Cybergéo, revue européenne de géographie - European Journal of Geography, no 501,‎ 18 juin 2010 (DOI 10.4000/cybergeo.23155, lire en ligne, consulté le 14 novembre 2023)
3. ↑  « Zonages climatiques en France métropolitaine. », sur pluiesextremes.meteo.fr (consulté le 14 novembre 2023).
4. ↑  « Orthodromie entre Cadrieu et Faycelles », sur fr.distance.to (consulté le 14 novembre 2023).
5. ↑  « Station Météo-France « Faycelles » (commune de Faycelles) - fiche climatologique - période 1991-2020 », sur donneespubliques.meteofrance.fr (consulté le 14 novembre 2023).
6. ↑  « Station Météo-France « Faycelles » (commune de Faycelles) - fiche de métadonnées. », sur donneespubliques.meteofrance.fr (consulté le 14 novembre 2023).
7. ↑  « Climadiag Commune : diagnostiquez les enjeux climatiques de votre collectivité. », sur meteofrance.fr, novembre 2022 (consulté le 14 novembre 2023).
8. 1 2  « Liste des ZNIEFF de la commune de Cadrieu », sur le site de l'Inventaire national du patrimoine naturel (consulté le 2 septembre 2021).
9. ↑  « ZNIEFF le « cours moyen du Lot » - fiche descriptive », sur le site de l'inventaire national du patrimoine naturel (consulté le 2 septembre 2021).
10. ↑  « ZNIEFF « la Fin du Monde, Puczats, Pique Merle et Roc de Conte » - fiche descriptive », sur le site de l'inventaire national du patrimoine naturel (consulté le 2 septembre 2021).
11. ↑  « ZNIEFF les « Parois rocheuses et versants rocailleux de Montbrun » - fiche descriptive », sur le site de l'inventaire national du patrimoine naturel (consulté le 2 septembre 2021).
12. ↑  « ZNIEFF la « Moyenne vallée du Lot » - fiche descriptive », sur le site de l'inventaire national du patrimoine naturel (consulté le 2 septembre 2021).
13. ↑  « CORINE Land Cover (CLC) - Répartition des superficies en 15 postes d'occupation des sols (métropole). », sur le site des données et études statistiques du ministère de la Transition écologique. (consulté le 14 avril 2021).
14. 1 2 3  « Les risques près de chez moi - commune de Cadrieu », sur Géorisques (consulté le 17 octobre 2022).
15. ↑  BRGM, « Évaluez simplement et rapidement les risques de votre bien », sur Géorisques (consulté le 13 septembre 2022).
16. ↑  DREAL Occitanie, « CIZI », sur occitanie.developpement-durable.gouv.fr (consulté le 13 septembre 2022).
17. ↑  « Dossier départemental des risques majeurs dans le Lot »(Archive.org • Wikiwix • Archive.is • Google • Que faire ?), sur lot.gouv.fr (consulté le 13 septembre 2022), partie 1 -  chapitre Risque inondation.
18. ↑  « Dossier départemental des risques majeurs dans le Lot »(Archive.org • Wikiwix • Archive.is • Google • Que faire ?), sur lot.gouv.fr (consulté le 13 septembre 2022).
19. ↑  « Dossier départemental des risques majeurs dans le Lot »(Archive.org • Wikiwix • Archive.is • Google • Que faire ?), sur lot.gouv.fr (consulté le 13 septembre 2022), chapitre Mouvements de terrain.
20. 1 2  « Liste des cavités souterraines localisées sur la commune de Cadrieu », sur georisques.gouv.fr (consulté le 13 septembre 2022).
21. ↑  « Retrait-gonflement des argiles », sur le site de l'observatoire national des risques naturels (consulté le 13 septembre 2022).
22. ↑  Article R214-112 du code de l’environnement
23. ↑  « barrage de Grandval », sur barrages-cfbr.eu (consulté le 13 septembre 2022).
24. ↑  « barrage de Sarrans », sur barrages-cfbr.eu (consulté le 13 septembre 2022).
25. ↑  « Dossier départemental des risques majeurs dans le Lot »(Archive.org • Wikiwix • Archive.is • Google • Que faire ?), sur lot.gouv.fr (consulté le 13 septembre 2022), chapitre Risque rupture de barrage.
26. ↑  Gaston Bazalgues, À la découverte des noms de lieux du Quercy : Toponymie lotoise, Gourdon, Éditions de la Bouriane et du Quercy, juin 2002, 127 p. (ISBN 2-910540-16-2), p. 107.
27. ↑  « Les maires de Cadrieu », sur francegenweb.org, 19 février 2011 (consulté le 8 octobre 2016).
28. ↑  L'organisation du recensement, sur insee.fr.
29. ↑  Calendrier départemental des recensements, sur insee.fr.
30. ↑  Des villages de Cassini aux communes d'aujourd'hui sur le site de l'École des hautes études en sciences sociales.
31. ↑  Fiches Insee - Populations de référence de la commune pour les années 2006, 2007, 2008, 2009, 2010, 2011, 2012, 2013, 2014, 2015, 2016, 2017, 2018, 2019, 2020, 2021 et 2022.
32. ↑  « Les régions agricoles (RA), petites régions agricoles(PRA) - Année de référence : 2017 », sur agreste.agriculture.gouv.fr (consulté le 14 février 2022).
33. ↑  Présentation des premiers résultats du recensement agricole 2020, Ministère de l’agriculture et de l’alimentation, 10 décembre 2021
34. ↑  « Fiche de recensement agricole - Exploitations ayant leur siège dans la commune de Cadrieu - Données générales », sur recensement-agricole.agriculture.gouv.fr (consulté le 14 février 2022).